# Gornji Grad – Medveščak
Gornji Grad – Medveščak – dzielnica Zagrzebia, stolicy Chorwacji. Ma powierzchnię 10 km² i zamieszkuje ją 36 384 osób (2001). Gęstość zaludnienia wynosi 3593 os./km².
Pod dzielnicą przebiega Tunel Grič.

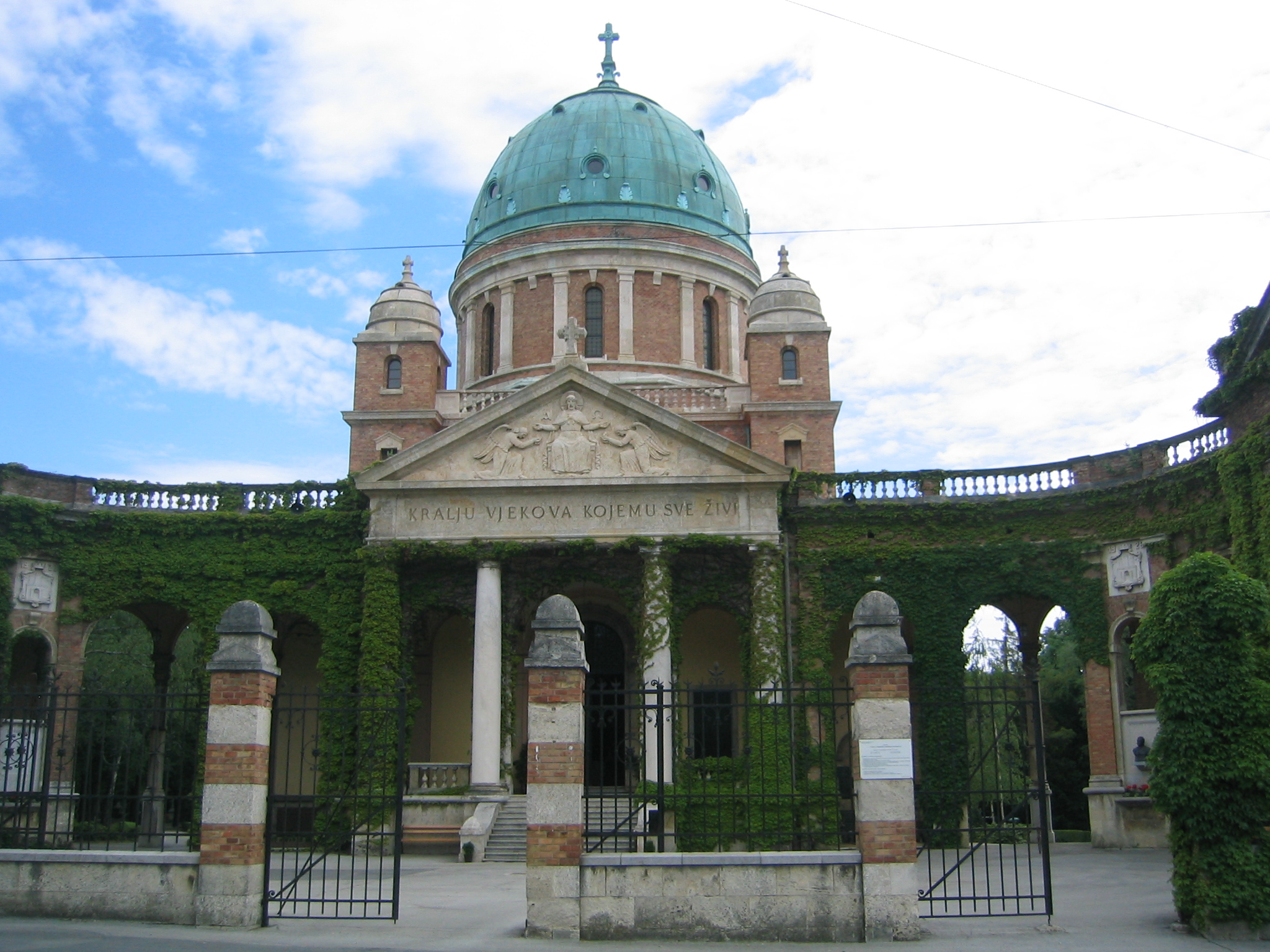
Cmentarz Mirogoj

Dzielnica Gornji Grad – Medveščak graniczy z następującymi dzielnicami: od północy – Podsljeme, od wschodu – Maksimir, od południa – Donji Grad, od zachodu – Črnomerec.